# Lilla jul (Irland och Skottland)
Lilla jul (engelska: Little Christmas, iriska: Nollaig Bheag) är i Irland ett namn för 6 januari, som i många andra länder är trettondagshelgen. Den kallas så eftersom juldagen i den julianska kalendern inföll då. Dagen markerar det traditionella slutet på julen, och är jullovets sista dag i både primär- och sekundärskolorna.
I de skotska högländerna syftar begreppet Little Christmas (skotsk gaeliska: Nollaig Bheag) på nyårsdagen, även kallad Là Challuinn, eller Là na Bliadhna Ùire, medan trettondagshelgen kallas Là Féill nan Rìgh, "Kungarnas festdag". Sons of the Most Holy Redeemer, som bor på ön Papa Stronsay, firar 'Lilla jul' den 25 i varje månad, utom december, då man i stället firar juldagen.

### Fotnoter
1. ↑  ”School terms in primary and post-primary schools”. Arkiverad från originalet den 10 maj 2010. https://web.archive.org/web/20100510140214/http://www.citizensinformation.ie/categories/education/primary-and-post-primary-education/attendance-and-discipline-in-schools/school_terms_in_primary_and_postprimary. Läst 23 december 2012.
2. 1 2  Edward Dwelly, Illustrated Gaelic-English Dictionary (Edinburgh: Birlinn, 2001).